# Laguna Rinconada
Der See Laguna Rinconada ist ein See in Südost-Peru an der Südwestflanke der Cordillera Apolobamba , einem Gebirgszug der peruanischen Ostkordillere. Der See liegt etwa 110 km ostsüdöstlich der Stadt Cusco. Etwa 45 km südwestlich des Sees befindet sich die Provinzhauptstadt Sicuani.
Der See liegt im Distrikt Ananea der Provinz San Antonio de Putina. Die Orte La Rinconada und Ananea liegen unweit des Sees. Der Río Ramis, ein Zufluss des Titicacasees entwässert den See an dessen südwestlichen Ende.
Der auf einer Höhe von 4631 m gelegene See hat eine Fläche von 5,5 km². Die Längsausdehnung in SW-NO-Richtung beträgt 5,9 km, die durchschnittliche Breite 700 m. Nordwestlich des Sees erhebt sich der 5409 m hohe Nevado Nacaria, östlich des Sees der 5847 m hohe Nevado Ananea Chico. Südwestlich, unterhalb des Sees befinden sich zahlreiche Minen.